# Nilson Gontijo Santos
Nílson Gontijo Santos (Bom Despacho, 30 de outubro de 1925 - Belo Horizonte, 3 de março de 2006)[carece de fontes?] foi um político brasileiro do estado de Minas Gerais. Foi deputado estadual de Minas Gerais por cinco legislaturas consecutivas: da 6ª à 10ª legislatura (1967 - 1987).

Nílson Gontijo ocupou, durante o período como deputado na Assembleia de Minas, os cargos de vice-presidente (1969), 4º secretário (1967) e 1º secretário da Mesa (1981-82). Em 1986, foi nomeado para o Tribunal de Contas de Minas Gerais, sendo presidente do órgão nos anos de 1989 e 90. Aposentou-se em 1995. Foi também vereador em Belo Horizonte, de 1954 a 1966.